# Eleição para a liderança do Partido Conservador em 1990
A eleição para a liderança do Partido Conservador em 1990 foi convocada em 14 de novembro de 1990 seguindo a decisão de Michael Heseltine, ex-Secretário de defesa e meio ambiente, de desafiar Margaret Thatcher, a então Primeira-ministra, pela liderança do Partido Conservador.
Nos meses que antecederam a eleição, a posição de Thatcher estava caindo devido à sua abordagem cada vez mais divisiva e conflituosa no Reino Unido. Sua Community Charge provou ser altamente impopular e resultou em tumultos generalizados em todo o país, enquanto seu euroceticismo começou a se tornar um prejuízo para os conservadores. A economia, que estava crescendo, começou a entrar nos estágios iniciais de uma recessão devido à alta inflação. O ponto crítico ocorreu em outubro, quando Thatcher recusou de forma infame os planos da Comunidade Européia para uma maior integração, levando seu ministro mais antigo, Geoffrey Howe, a renunciar. Imediatamente após sua renúncia, Heseltine desafiou Thatcher para um concurso em novembro.
Thatcher não conseguiu vencer na primeira votação, perdendo o limite por apenas quatro votos, e foi persuadida a se retirar do segundo turno para evitar uma possível derrota. Ela anunciou sua renúncia em 22 de novembro de 1990, encerrando mais de quinze anos como líder conservadora e onze anos como primeira-ministra.

## Contexto
O descontentamento com a liderança de Margaret Thatcher no Partido Conservador aumentou nos últimos anos de seu mandato, principalmente após o Caso Westland. Houve divergências dentro do gabinete sobre de Thatcher em sua abordagem da Comunidade Econômica Europeia. Em particular, muitos dos principais conservadores queriam que o Reino Unido se juntasse ao Mecanismo de Taxa de Câmbio (ERM), um movimento que Thatcher não favoreceu. Em junho de 1989, o então secretário de Relações Exteriores Geoffrey Howe e o chanceler do Tesouro Nigel Lawson forçaram Thatcher a concordar com as "Condições de Madri", ou seja, que a Grã-Bretanha eventualmente ingressaria no ERM "quando fosse a hora certa". Em julho de 1989, Thatcher retaliou removendo Howe do Ministério das Relações Exteriores, enquanto o tornava vice-primeiro-ministro (em teoria uma promoção, mas na realidade removendo-o de um cargo importante).
Considerando que Thatcher presidiu um boom econômico na época de sua terceira vitória nas eleições gerais em 1987, no outono de 1989 as taxas de juros tiveram que ser aumentadas para 15% para frear a inflação, que agora estava chegando a 10%. As taxas permaneceriam nesse nível até outubro de 1990. Lawson, que entrou em conflito com Thatcher sobre "acompanhar o marco alemão" no início de 1988, renunciou ao cargo de chanceler em outubro de 1989, incapaz de aceitar Thatcher publicamente seguindo o conselho independente do economista Alan Walters. O beneficiário foi John Major, pouco conhecido do público até então, escolhido para suceder Lawson como chanceler, colocando-o como favorito para suceder Thatcher.
Em dezembro de 1989, Thatcher foi desafiada pela liderança pela primeira vez desde sua eleição para esse cargo em 1975, pelo pouco conhecido parlamentar de bancada Sir Anthony Meyer, de 69 anos. Thatcher não enfrentou nenhuma ameaça séria de perder para este desafiante perseguidor, mas sua credibilidade política foi prejudicada pelo fato de que 60 membros do partido conservador parlamentar não a apoiaram, 33 votando em Meyer, 24 estragando suas cédulas e três não votando. de forma alguma. Os não votantes foram relatados pelo The Herald do dia seguinte como Michael Heseltine, com o mesmo jornal relatando ameaçadoramente que os apoiadores de Heseltine previram que, a menos que a primeira-ministra mudasse "seu estilo de liderança", ela "estaria de saída no próximo ano".
Ao longo de 1990, a popularidade de Thatcher e de seu governo conservador diminuiu consideravelmente. A introdução do profundamente impopular Community Charge (que os oponentes rotularam de "poll tax") foi recebida com falta de pagamento generalizada e até mesmo um motim em Trafalgar Square em março de 1990. Os trabalhistas lideravam a maioria das pesquisas de opinião desde meados de 1989 e, no auge da controvérsia do poll tax, pelo menos uma pesquisa de opinião mostrou apoio trabalhista acima de 50%, uma vantagem de mais de vinte pontos sobre os conservadores. embora a maioria parlamentar conservadora ainda estivesse em quase 100 assentos.
A essa altura, os líderes europeus estavam discutindo a fusão das moedas da Europa para formar uma moeda única, um movimento que Thatcher também não favoreceu e, em junho, Major sugeriu que deveria ser um "UME rígido", competindo pelo uso contra as moedas nacionais existentes; essa ideia acabou não sendo adotada.

## A renúncia de Howe desencadeia concurso
Em outubro, as coisas atingiram um pico febril. Em seu discurso na conferência do partido no início daquele mês, Thatcher zombou do novo logotipo de "pássaro" dos liberais democratas em linguagem retirada do famoso Monty Python "esboço do papagaio morto". Em 30 de outubro, Thatcher manifestou-se firmemente na Câmara dos Comuns contra a visão de integração europeia, incluindo uma moeda única, defendida pela Comissão Europeia sob Jacques Delors na recente Cimeira de Roma, caracterizando-a como o caminho para um federal Europa e declarando que sua resposta a tal visão seria "Não! Não! Não!" Isso levou à renúncia de Howe como vice-primeiro-ministro em 1º de novembro. No entanto, Howe não fez seu discurso de demissão imediatamente, porque havia perdido temporariamente a voz.
Heseltine, o ex-ministro pró-europeu, renunciou ao Gabinete por causa do caso Westland em janeiro de 1986 e vinha se comportando como primeiro-ministro à espera, crítico da liderança de Thatcher, desde então. Heseltine também foi insultado de forma semelhante pela imprensa pró-conservadora, incluindo o Daily Mail e o The Times. Thatcher antecipou a eleição anual da liderança em quinze dias.
No Banquete do Lord Mayor em 12 de novembro, Thatcher rejeitou a renúncia de Howe, empregando uma metáfora do críquete: No dia seguinte, 13 de novembro, Howe fez seu discurso de demissão dos backbenches, abordando sua consternação com a abordagem de Thatcher e respondendo à sua recente metáfora do críquete empregando uma de suas próprias.
O discurso dramático de Howe recebeu aplausos dos bancos da oposição e reforçou a mudança na percepção geral de Thatcher da "Dama de Ferro" para uma figura divisiva e confrontadora. Na manhã seguinte, 14 de novembro, Heseltine anunciou que a desafiaria para a liderança do partido.

## Regras
As regras para as eleições de liderança conservadora foram introduzidas para a primeira eleição em 1965 e modificadas em 1975, ocasião da própria vitória de Thatcher sobre o atual líder Edward Heath. Haveria uma série de votações de deputados conservadores, conduzidas pelo Comitê de 1922, com o presidente desse comitê, Cranley Onslow, como Oficial de Devolução.
Para vencer no primeiro turno, como Thatcher havia feito um ano antes, o candidato precisava não apenas obter a maioria absoluta, mas também ter uma vantagem sobre o segundo colocado de 15% do eleitorado total. Havia 372 deputados conservadores em novembro de 1990 (levando em conta as perdas eleitorais desde que 376 deputados conservadores foram eleitos nas eleições gerais de junho de 1987). Portanto, uma maioria de pelo menos 56 votos era necessária.
Se nenhum candidato obtivesse maioria suficiente, as candidaturas seriam reabertas, para que novos candidatos pudessem se apresentar, e uma segunda votação ocorreria uma semana depois, na qual seria necessária apenas a maioria absoluta. Se necessário, os três primeiros colocados do segundo turno passariam para um terceiro e último turno.
Muitos especularam que, se Thatcher não obtivesse a vitória absoluta no primeiro turno, ela seria forçada a renunciar (abrindo o campo para seus apoiadores que anteriormente haviam sido impedidos de permanecer por sua lealdade pessoal) ou então poderia sofrer mais desafios de figuras de peso. Embora Heseltine fosse um sério candidato à liderança por mérito próprio, muitos o viam (corretamente, como se viu) como um "laranja" como Meyer em 1989, que poderia enfraquecer Thatcher apenas para abrir caminho para a vitória de um novo candidato em uma rodada posterior.

## Primeira votação
Heseltine foi proposto por Neil Macfarlane (que havia sido um dos principais apoiadores de Thatcher no pleito de 1975) e Peter Tapsell. Ele propôs uma revisão completa do poll tax, mas rejeitou a proposta de Thatcher de um referendo sobre a adesão britânica à moeda única europeia. Thatcher deu uma entrevista ao The Times na qual ela atacou suas visões corporativistas, o que a fez parecer extremista. Heseltine pesquisou duramente no Parlamento enquanto Thatcher estava ausente na cúpula de Fontainebleau.
A primeira votação da eleição ocorreu na terça-feira, 20 de novembro de 1990. A própria Thatcher ainda estava na França na noite da eleição e, portanto, votou por procuração, talvez antecipando um resultado melhor do que realmente alcançou.
| Primeira votação: 20 de novembro de 1990 | Primeira votação: 20 de novembro de 1990 | Primeira votação: 20 de novembro de 1990 | Primeira votação: 20 de novembro de 1990 |
| Candidato                                | Candidato                                | Votos                                    | %                                        |
| ---------------------------------------- | ---------------------------------------- | ---------------------------------------- | ---------------------------------------- |
|                                          | Margareth Thatcher                       | 204                                      | 54,8                                     |
|                                          | Michael Heseltine                        | 152                                      | 40,9                                     |
|                                          | abstenções                               | 16                                       | 4.3                                      |
| Maioria                                  | Maioria                                  | 52                                       | 14,0                                     |
| Vire para fora                           | Vire para fora                           | 372                                      | 100                                      |
| Segunda votação necessária               |                                          |                                          |                                          |

Embora Thatcher tivesse obtido maioria, ela tinha quatro votos a menos da margem exigida de 15%, então a eleição teve que passar para uma segunda votação. Thatcher deu uma breve declaração em Paris após o anúncio do resultado, declarando que pretendia disputar a segunda votação e, em seu retorno a Londres na manhã seguinte, declarou: "Eu luto; luto para vencer".
Thatcher, após ouvir alguns aliados, como Chris Patten e Michael Howard, decidiu retirar sua candidatura na manhã de 22 de novembro de 1990 (ela permaneceu no cargo de primeira-ministra até a conclusão da eleição). Com isso, mais dois candidatos se permitiram ser nomeados: Hurd e Major.

## Segunda votação
O Gabinete concordou que se Heseltine se tornasse o líder do partido, isso dividiria ainda mais o partido; e que um de seus membros atuais deveria suceder Thatcher. O único membro do gabinete a endossar Heseltine para a segunda votação foi o secretário galês, David Hunt, que não fez parte do acordo porque estava em Tóquio. Os partidários de Heseltine, além de serem mais velhos do que os dos outros candidatos, tendiam a ser pró-europeus com alguns backbenchers populistas como David Evans, Tony Marlow e John Wilkinson.
Heseltine, um multimilionário que se fez sozinho, foi fotografado em sua mansão de campo Thenford House, Northamptonshire, que pegou mal quando comparada à ênfase que Major colocou em suas origens humildes em Brixton. Major logo foi visto como tendo potencial para levar os conservadores a outra vitória consecutiva nas eleições gerais; especialmente depois que ele cumpriu a promessa de Heseltine de revisar o poll tax. Thatcher fez forte lobby, instando os parlamentares que a apoiavam a votar em Major. A educação de Hurd no Eton College foi uma desvantagem, vinte e cinco anos após a alegação de Iain Macleod de uma conspiração do "círculo mágico" de Eton. Cerca de um terço do partido parlamentar conservador era o "voto na folha de pagamento", ministros e PPSs, que normalmente se esperava que apoiassem a linha "oficial" nos votos.
A segunda rodada de votação ocorreu na terça-feira, 27 de novembro de 1990.
| Segunda votação: 27 de novembro de 1990 | Segunda votação: 27 de novembro de 1990 | Segunda votação: 27 de novembro de 1990 | Segunda votação: 27 de novembro de 1990 |
| Candidato                               | Candidato                               | votos                                   | %                                       |
| --------------------------------------- | --------------------------------------- | --------------------------------------- | --------------------------------------- |
|                                         | John Major                              | 185                                     | 49,7                                    |
|                                         | Michael Heseltine                       | 131                                     | 35.2                                    |
|                                         | Douglas Hurd                            | 56                                      | 15.1                                    |
| Maioria                                 | Maioria                                 | 54                                      | 14.5                                    |
| Vire para fora                          | Vire para fora                          | 372                                     | 100                                     |
| Terceira votação necessária             |                                         |                                         |                                         |

Major, visto como sangue relativamente novo no governo, garantiu uma liderança de comando (embora com menos votos do que Thatcher havia obtido na primeira votação) de 185 votos contra 131 votos de Heseltine e 56 de Hurd.

## Terceira votação
Major tinha dois votos a menos da maioria geral. De acordo com as regras então em vigor, uma terceira e última rodada seria realizada em 29 de novembro de 1990. O terceiro turno foi aberto aos três primeiros candidatos do segundo turno, portanto, nenhum dos candidatos do segundo turno foi automaticamente eliminado. Se todos os três candidatos tivessem optado por continuar, o turno final teria sido conduzido usando o voto alternativo.
No entanto, minutos após o anúncio do resultado do segundo turno, Heseltine e Hurd desistiram da eleição em favor de Major. Portanto, foi anunciado pelo presidente do Comitê de 1922, Cranley Onslow, que nenhuma votação seria necessária e que Major foi eleito sem oposição.
| Terceira votação: 29 de novembro de 1990 (agendada) | Terceira votação: 29 de novembro de 1990 (agendada) | Terceira votação: 29 de novembro de 1990 (agendada) | Terceira votação: 29 de novembro de 1990 (agendada) |
| Candidato                                           | Candidato                                           | votos                                               | %                                                   |
| --------------------------------------------------- | --------------------------------------------------- | --------------------------------------------------- | --------------------------------------------------- |
|                                                     | John Major                                          | Sem oposição                                        | N / D                                               |
| Líder eleito principal                              |                                                     |                                                     |                                                     |

## Reação
O The Sun, um firme apoiador de Thatcher e de seu partido desde sua campanha eleitoral em 1979, marcou sua renúncia com a manchete de primeira página "MRS T-EARS" em 23 de novembro de 1990, em referência a ela caindo em lágrimas na frente dela ministros após anunciar sua renúncia. A foto que acompanha também a mostrava em lágrimas enquanto era afastada da 10 Downing Street.
O Líder da oposição trabalhista Neil Kinnock, descreveu a renúncia de Thatcher como "boa, muito, muito boa mesmo" e convocou uma eleição geral imediata.
Henry Kissinger ligou para Downing Street "em um estado muito emocional "dizendo que sua decisão de renunciar era" pior do que uma morte na família" e, de acordo com notas de Charles Powell, "Gorbachev havia retirado Shevardnadze de uma alta reunião de nível no Kremlin para telefonar para ele, para descobrir o que diabos estava acontecendo e como tal coisa poderia ser concebível. O embaixador disse que realmente achou muito difícil explicar. De fato, havia uma certa ironia. Cinco anos atrás, eles tiveram golpes partidários na União Soviética e eleições na Grã-Bretanha. Agora parecia ser o contrário".

## Resultado
Major foi declarado líder do partido na noite de terça-feira, 27 de novembro de 1990. Após a renúncia formal de Thatcher como primeiro-ministro, a Rainha Elizabeth II convidou Major para formar um governo no dia seguinte. Hurd foi renomeado como secretário de Relações Exteriores e Heseltine voltou ao gabinete como secretário de Meio Ambiente, cargo que ocupou no início dos anos 1980.
O cargo de primeiro-ministro de Major começou bem e ele foi creditado por restaurar um estilo consensual de governo de gabinete após os anos de liderança enérgica sob Thatcher. O sucesso da Guerra do Golfo no início de 1991 contribuiu para um forte apoio público. Ele garantiu alguns sucessos na política externa na Europa, negociando o Tratado de Maastricht depois de garantir a exclusão da moeda única, e obteve uma vitória surpreendente nas eleições de 1992, embora com uma maioria significativamente reduzida de apenas 21 assentos.
No entanto, a maré política logo mudou. A reputação de competência econômica do governo principal foi destruída pela expulsão da Grã-Bretanha do ERM em setembro de 1992. Um protesto notável veio do ex-ministro do gabinete de Thatcher, Norman Tebbit, na Conferência do Partido de 1992, de que os conservadores erraram ao ignorar os desejos de Thatcher de ficar de fora (se a Grã-Bretanha entrou no ERM com uma taxa de câmbio muito alta tem sido debatido desde então).
A derrota massiva dos conservadores em 1997 nas mãos de Tony Blair e do New Labour foi, portanto, atribuível, pelo menos em parte, à percepção de divisão interna sobre a Europa que havia sido exposta pela primeira vez nas eleições de 1990 para a liderança. Os conservadores não conseguiriam o maior número de assentos em outra eleição geral até 2010, sob Cameron, e não ganhariam uma grande maioria novamente até 2019, mais de três décadas depois da última vez em 1987.

## Cultura popular
A disputa pela liderança foi o tema do filme de TV Thatcher: The Final Days de 1991.